# Кокрейн, Томас, 6-й граф Дандональд
Томас Кокрейн, 6-й граф Дандональд  (англ. Thomas Cochrane, 6th Earl of Dundonald; 1702 — 28 мая 1737) — шотландский аристократ.

## Ранняя жизнь
Томас Кокрейн родился в 1702 году. Второй сын Уильяма Кокрейна из Килмаронока (ок. 1660—1717), депутата парламента от Уигтаун-Бергс, и леди Гризель Грэм.
Его дедушкой и бабушкой по отцовской линии были Уильям Кокрейн, лорд Кокрейн (? — 1679), и его жена леди Кэтрин Кеннеди (дочь Джона Кеннеди, 6-го графа Кассилиса). Его дедушкой и бабушкой по материнской линии были Джеймс Грэм, 2-й маркиз Монтроз, и леди Изабель Кер (вдова Роберта Кера, 1-го графа Роксбурга, и пятая дочь Уильяма Дугласа, 7-го графа Мортона).

## Карьера
27 января 1725 года после смерти своего неженатого кузена Уильяма Кокрейна, 5-го графа Дандональда (1708—1725), Томас Кокрейн унаследовал титулы 6-го графа Дандональда (Пэрство Шотландии), 6-го лорда Кокрейна из Дандональда (Пэрство Шотландии) и 6-го лорда Кокрейна из Пейсли и Охилтри (Пэрство Шотландии).

## Личная жизнь
В октябре 1727 года лорд Дандональд женился на Кэтрин Гамильтон (1692/1701 — 13 апреля 1779), второй дочери лорда Бэзила Гамильтона из Балдуна (шестого сына Уильяма Гамильтона, герцога Гамильтона, и Анны Гамильтон, suo jure герцогини Гамильтон), и Мэри Данбар (дочери Дэвида Данбара Младшего из Балдуна, которая была внучкой и наследницей сэра Дэвида Данбара, 1-го баронета из Балдуна). У супругов было четверо детей:
- Уильям Кокрейн, 7-й граф Дандональд (1729 — 9 июля 1758), погибший во время осады Луисбурга.
- Достопочтенный Бэзил Кокрейн (? — 1748), служивший в Королевском флоте.
- Леди Кэтрин Кокрейн (? — 4 октября 1776), вышедшая замуж за Уильяма Вуда из Незер-Гэллоухилла.
- Леди Шарлотта Кокрейн (? — май 1740).

Лорд Дандональд умер в Пейсли-Эбби 28 мая 1737 года, и его титулы унаследовал его старший сын Уильям. Его вдова умерла 13 апреля 1779 года. После смерти его неженатого наследника в 1758 году его род прервался, и титул унаследовал троюродный брат его сына, Томас Кокрейн.